# Marik
A marik többségükben Oroszországban, Mariföldön élő, finnugor nyelvű nép. Lélekszámuk az 1989-es népszámlálás idején 670 686 volt, azonban csak a 43%-uk élt a köztársaságban. Több mint 50%-uk a volt Szovjetunió más területein, legtöbben Baskíriában (105 000 fő). Nyelvük a mari nyelv, melynek két eltérő dialektusa a hegyi és a mezei mari nyelv. Külső elnevezésük a cseremisz.

## Népnevük
A marik hivatalos neve 1918-ig cseremisz volt, ma ez a külső elnevezésük. Ennek a szónak a keletkezése mindmáig bizonyítatlan, annyi biztos, hogy két tagból, a csere és a misz szavakból áll össze. A misz szó, illetve hasonló megfelelői számos finnugor nyelvben megtalálható „férfi” jelentéssel. A vita a csere- előtag körül folyik. A legelfogadottabb elmélet szerint ez a csuvas śar szóból származik, amelynek jelentése „had”. Ez található meg a magyar sereg szóban is. Az évszázadok óta mellettük élő csuvasok a marikat valószínűleg vitézségük miatt jelölték ezzel a szóval.
A mari a nép belső elnevezése. Az 1918-ban Kazanyban összeült Mari Kongresszus óta ez a hivatalos népnév. Valószínűleg iráni eredetű jövevényszó, az óiráni márya átvétele, jelentése: „férfi”, „férj”, „ember”. Ezek a jelentései mind a mai napig megvannak a szónak a mari nyelvben.
A marik száma Oroszország közigazgatási egységein belül, 2010-ben:
| Régió                        | A marik száma 2002-ben | A marik száma 2010-ben | A marik aránya 2010-ben |
| ---------------------------- | ---------------------- | ---------------------- | ----------------------- |
| Mariföld                     | 312 178                | 290 863                | 43,9%                   |
| Baskírföld                   | 105 829                | 103 658                | 2,6%                    |
| Kirovi terület               | 38 390                 | 29 598                 | 2,3%                    |
| Szverdlovszki terület        | 27 863                 | 23 801                 | 0,6%                    |
| Tatárföld                    | 18 787                 | 18 848                 | 0,5%                    |
| Udmurtföld                   | 8 985                  | 8 067                  | 0,6%                    |
| Hanti- és Manysiföld         | 7 309                  | 7 289                  | 0,5%                    |
| Nyizsnyij Novgorod-i terület | 7 757                  | 6 415                  | 0,2%                    |

## Történelmük
A mari nép őstörténetére megfelelő források hiányában csak a régészet és a nyelvészet ad bizonyos válaszokat. Legközelebbi rokonaiktól, a mordvinoktól (erzák és moksák) az i. e. 1. évezred vége körültől kezdtek különválni, ami az i. sz. első évszázadokig befejeződött. A marik őseit a gorogyeci kultúra és az azelinói kultúra népei közt sejthetjük. Ez a kettősség a mai napig él a népben és nyelvében. Az előbbibe a mordvinnal közelebbi rokon hegyi cseremisz népcsoport őse, az utóbbiba a permi népekhez közelebb álló mezei marik ősei tartoztak.
Történelmüket általában a náluk nagyobb hatalmú szomszéd népekkel való kapcsolatuk határozta meg. Ez alapján történelmük három nagyobb szakaszra osztható:
- 700-1236 bolgártörök hatás
- 1236-1552 tatár hatás
- 1552-től orosz uralom.

Az első kétes forrás a marikról a Jordanes Getica című művében található Scremniscans népnév. Ezután a kazár nép adófizetőiként találkozunk velük carmisz néven. Az orosz őskrónikában is szerepelnek cseremisz néven, és itt meg is említik a lakóhelyüket, amely az Oka folyó mentén húzódott.
A marik az ősmagyarok után a leginkább törökösödtek el a finnugor népek közül. A bolgártörökök a 7. században érkeztek a mai Csuvasföld és Tatárföld területére, ahol birodalmat alapítottak (Volgai Bolgárország vagy Magna Bulgaria). Ebből az időből való sok bolgártörök (csuvas) eredetű jövevényszó a mari nyelvben, és sok mari eredetű jövevényszó a csuvas nyelvben. Erre a korra jellemző a mari nép művelődési és gazdasági fejlődése, török szokások, vallás átvétele. Főleg a kereskedelem, ruházat és kézművesség terén tanultak sokat.
1236-ban Batu kán vezetésével a mongolok szétverték Volgai Bolgárországot, és annak területére is kiterjedően megszervezték az Arany Hordát (tatárok). A tatárok a mari népet is meghódoltként írják le. Azonban a mariknak inkább szövetséges, mint alárendelt státuszuk volt az Arany Hordában. Ezt bizonyítja az is, hogy ebben az időben a mari népnek volt adót nem fizető „nemes” rétege is, ők alkották a tatár sereg legütőképesebb alakulatát, másrészt a tatárok a marik földjét El-nek hívták, amit független országokra szoktak alkalmazni.
A marik harmadik korszaka 1552-ben kezdődött meg, amikor az oroszok elfoglalták Kazany városát, a tatár kánság központját. A marik a tatárok szövetségében már a 14. századtól kezdve folyamatosan hadakoztak az oroszok ellen, kisebb-nagyobb sikerrel. Az új hatalom igen súlyos terheket rakott a meghódított Volga-vidéki finnugor és török népek vállára. Az adóterhek elviselhetetlenek voltak, az orosz betelepülés a legjobb termőterületeitől és erdeitől fosztotta meg az őslakókat.

## Hitviláguk, isteneik
A marik hitvilágára a sokistenhit, a fák, és növények tisztelete, az állatkultusz, a természet erőinek megszemélyesítése, valamint az agrárkultusz volt jellemző. Hittek abban, hogy a növényeknek, és az állatoknak is van lelkük. Hitük szerint a fáknak is volt lelkük, és ők játszották a közvetítő szerepet a világszférák között. Voltak ártalmas hatású fák, és tuskók is, melyeknek a marik rendszeresen áldozatokat mutattak be. A medvének szintén nagy jelentőséget tulajdonítottak, hiszen őt egy olyan embernek tartották aki állatbőrbe öltözött, de a méhekhez, és madarakhoz hasonlóan ő is értette az emberi beszédet.
A teremtéstörténet duális szerkezetű, hiszen Jumo és Keremet közös teremtő munkájáról számol be. A történet úgy szól, hogy Keremet vadkacsa alakjában úszkált a vízben, amikor Jumo parancsára lebukott a víz alá, és földet hozott fel a víz fenekéről. Keremet engedelmeskedett, azonban a föld egy részét elrejtette a csőrében. Jumo ráfújt a nála lévő földre, és ahogyan az szétterjedt a víz felszínén, létrejöttek a síkságok. Amikor pedig Keremet kiköpte a csőrében rejtegetett földet, létrejöttek a hegyek. Egyes mítoszok szerint Jumo letaszította az égből Keremetet, mert engedetlen volt.
A főistenség tehát Jumo, vagy Kugo-jumo, akihez gyakrabban imádkoznak, és az ő áldozatait ölik meg a leghamarabb. Kugo-jumo nagyon messze, a magasban lakik, és nem avatkozik bele a világ dolgaiba. Parancsait Pujurs-jumo és Piljamabar segítségével osztja ki. Íja a szivárvány, lélegzete a levegő, és elég egyetlen intése, hogy megbüntesse a mari embert, vagy elhárítsa felőle a gonosz Keremet ártó hatását. Pujurs-jumo is az égben lakik, és az egész világ feletti hatalom az ő kezében van. Ő az átadó isten, a főisten alárendeltje, és nála van az a könyv (knyege vagy kagga), amelyben minden ember sorsa megvan írva, már születésétől fogva.
Pijambar elsősorban Kugo-jumo és Pujurs-jumo hírmondója. Ő állandóan úton van a földön, és minden cseremisz imájába belehallgat, majd eldönteni, mennyire reálisak a kérések/panaszok, amiket hall. Ezenkívül ő az, aki megvédi az embereket Keremettől és családjától, akik a gonosz erőt jelentik az emberek számára.
Erge-pujus-jumo, szintén az égben lakik, és ő a " gyermeket adó isten". Ő tartja a kezében a fiatal házasok életét, ő felel a boldogságukért, az egymást iránti szeretetért, a családban lévő viszályokért, és a gyermekek egészségéért. Hatalma az első együtt töltött éjszaka után kezdődik. Megjelenik még Küdürcs-jumo, aki a mennydörgés, illetve a villámlás istene. Aszály idején, mindig hozzá fordulnak a marik.
Mjelen ava, pedig a Földanya, aki minden élőlényt táplál. Férje Mjelend-on, a föld ura, viszont ő csak kisebb jelentőséggel bíró istenség. Perk-ava, a bőség, gazdagság, istennője. Az ő áldozati állata a pej kanca. Paszu-ava, a mezők anyja, akihez a jó termésért imádkoztak.
A marik hitvilága életük több terén is megfigyelhető, és összekapcsolódik. Ilyen például a vadászattal, étkezéssel kapcsolatos hiedelmeik, de ide tartoznak családi ünnepek is. Itt leginkább a gonosz, valamint a segítő szellemek játszottak nagy szerepet.

### Táplálkozás[4]
A mari konyha alapját a földművelés és állattartás termékei adták, de étkezési szokásaikat befolyásolta az is, hogy ősidők óta foglalkoztak halászattal, vadászattal és erdei méhészettel. Így a gabonafélékből készült ételeik, tejtermékek és háziállatok húsa mellett megtalálható a gomba- és bogyófélék, füvek, halak és vadhúsok felhasználása is. A kenyér, a palacsinta, a kelt és sült tészták lepények, és darából készült kásák egyaránt részei a hétköznapi és ünnepi asztalnak is. Kását az összes gabonaféléből nagy változatossággal készítettek. A darát hétköznapokon vízben vagy tejben főzték meg míg ünnepnapokon húslében, amibe aztán visszatették a főtt húst.
A mari konyha hagyományos ételei közé tartozik a savanyított rozslisztből készült, laskatésztából főzött leves, a tejleves zablisztből készült tésztával, a többrétegű palacsinta, a különböző töltelékekkel készült pirog, a kemencében sült túrós gombóc, a lepény, a véreshurka, a kolbász, továbbá a halas, tojásos, tejes ételek.
Húst a nyári hónapokban alig fogyasztottak, inkább csak nagyobb közösségi ünnepek, vagy áldozati szertartások alkalmával. Ősszel vált gyakoribbá a húsfogyasztás, ekkor leginkább marha-, birka-, és szárnyashúst ettek. A disznó- és kecskehúst tisztátalannak tartották, így azokat nem fogyasztották. Bár legízletesebb húsnak a lóhúst tartották, fogyasztása szinte csak áldozati ünnepekre korlátozódott. A húst leginkább főzték, vagy tölteléknek használták, sütése és párolása nem volt elterjedve. A levágott állatok fejét eltették tavaszra, és a húsvét előtti héten tartott halottak napján főzték meg őseik tiszteletére. A tojás és tojásból sütött ételeik is fontos részét képezték hétköznapi ételeiknek és szertartásaiknak. A kemencében sütött rántotta rituális étel volt tavaszi-nyári naptári ünnepeken, lakodalmon, temetkezési szertartáson. Tejet természetes formájában ritkán fogyasztották, inkább aludttejet, joghurtot vagy írót ittak. Szívesen itták a megcsapolt nyírfa nedvét is. Gyakran ittak füvekből, például mentából, szurokfűből főtt teát. Ünnepnapokra komlóból, rozsból, árpából készült házisört csináltak, vagy mézsört készítettek. Ez utóbbit főként áldozati szertartásokon fogyasztották. Orosz hatásra terjedt el a mari kultúrában a házi pálinka készítése.
Mára már kibővült a mari étrend. Sokkal több zöldséget, gyümölcsöt fogyasztanak Gyakran tesznek el télire savanyúkáposztát, paradicsomot, uborkát és sózott gombát. Erős fűszereket továbbra sem használnak, jelentős változás viszont, hogy kiveszett a húsfogyasztás szezonális jellege. Sokkal több húst esznek, ami már nem korlátozódik csakis a téli hónapokra, továbbá elterjedt a disznóhús fogyasztása is.

### Esküvő[5]
Az esküvővel kapcsolatos hiedelemvilágban több helyen is megjelennek a rontó, ártalmas szellemek, valamint a szerencsétlenséget okozó tettek. Ilyen például, már az esküvő elején az a tiltás ami a menyasszonyra vonatkozik (Magyar területeken is hasonló szokások vannak erre vonatkozóan, hiszen a vőlegény nem láthatja a menyasszonyt a ruhájában az esküvő előtt), ugyanis a amikor a násznép megérkezik a menyasszonyért, az nem láthatja a vőlegény érkezését, mert az szerencsétlenséget okoz.
A későbbiekben, hogy megvédjék a menyasszonyt a gonosz szellemektől, hajnal felé, amikor felöltöztették a menyasszonyt, arcára kendőt borítottak, hiszen így a gonosz szellemek nem árthattak neki. Ugyanezen célból, ruhájába több helyen is tűket szúrtak. A fém, mágikus szerepébe vetett hit, már ebben a szokásban is jól látható. Ehhez hasonló volt még az is, hogy az esküvői menetet úgy próbálták megóvni az ártó szellemektől, hogy az útjukba eső fákba tűket szúrtak. A lakodalom során többször is imádkoztak az őseikhez, valamint isteneikhez, hogy a fiatal párt védelmezzék és segítsék.
A lakodalom után, a menyasszonynak bizonyítania kellett rátermettségét. Először vizet kellett hoznia a kútról, ahol a Vízanya tiszteletére imát mondott, majd szakácsművészetét kellett megmutatnia. Nyilvánvalóan az esküvő után még több szokást is be kellett tartani ahhoz, hogy a házasság jó legyen, és termékeny. Ilyen volt például az a szokás is, amikor a férj rokonai meghívták magukhoz a fiatalokat, és gyermekeket ültettek az ölükbe, hogy nekik is sok gyermekük szülessen.

### Születés[6]
Az édesanyának már a terhesség alatt rengeteg olyan hiedelemnek kellett megfelelnie, melynek következtében egészséges gyermeke születhetett. Ilyen volt például az is, hogy semmiképp nem léphetett át kötélen, mert akkor a köldökzsinór a gyermek nyakára csavarodott volna. Nem mehetett ki a temetőbe, és holtat sem nézhetett meg, hogy az elhunytak ne tudjanak ártani sem neki, sem gyermekének.
A születés pillanatában, ha a gyermek nehezen jött világra, kinyitottak minden lakatot, és zárat, kioldottak minden csomót, hogy az újszülött lelke könnyebben utat találjon a földre. A köldökzsinórból jósolni tudtak: ha a maradványa 5-6 nap alatt vált le, akkor a gyermekre hosszú élet várt, ha hamarabb akkor rövid. Aki reggel született, arra nehéz élet várt, aki pedig burokban született, arról azt tartották, hogy szerencsés lesz. Miután a gyermek megszületett, mágikus módszerek segítségével próbáltál megóvni a gonosz szellemektől. A fém szerepe itt is kimagasló volt. A bölcsőbe mindig tettek valamilyen fémtárgyat, pl. kést, vagy ollót. Azonban óvó hatással bírt még a megszegetlen kenyér is, amit szintén a bölcsőbe tettek, amíg a szülők távol voltak.

### Temetés
A marik halálistenét Azyrennek hívták. Ha valaki látta őt álmában, vagy bármilyen tisztátalan szellemet, akkor tudta, hogy előbb vagy utóbb meg fog halni. A temetésre minden résztvevő hozott magával enni- és innivalót, majd gyertyákat gyújtottak az alvilág urának, segítőinek, és az őseiknek, az elhunyt tiszteletére. A marik is hittek abban, hogy őseiknek hatalma van az ők sorsuk felett, ezért többször is mutattak be áldozatot.